# Kristuskyrkan
Kristuskyrkan (Iglesia de Cristo) es una iglesia cristiana en Helsinki, Finlandia, ubicada en el distrito central de Etu-Töölö (sueco: Främre Tölö) en la esquina entre la calle Fänrik Ståls y la calle Apollonkatu. La iglesia fue construida a principios del siglo XX y forma parte de la Iglesia Metodista Sueca de Finlandia.

## Arquitectura e historia
La estructura arquitectónica de la iglesia sigue líneas verticales sencillas y austeras y es un buen ejemplo del estilo neogótico finlandés. Fue construido entre 1926 y 1928 bajo la dirección y diseño del arquitecto Atte V. Willberg.

 La iglesia fue consagrada oficialmente con su misa inaugural el 23.9.1928.

## Campanario
El campanario de 59 metros de la iglesia con su chapitel es un rasgo distintivo del panorama e de la ciudad. 

## Rosetón
En línea con la característica de la arquitectura gótica, un gran rosetón está presente en la fachada de la iglesia sobre la entrada principal. La hermosa obra de vidrio diseñada por el artista Lennart Rafael Segerstråle (1892–1975) se titula "Alabanza a la creación" (en sueco Skåpelsens lovsång). En él, la alabanza espiritual a la creación de Dios se resume en la figura de David tocando el arpa rodeado de motivos florales y vegetales. Una escalera circular accesible desde el lado derecho del pórtico conduce a la logia superior dentro de la iglesia, desde la cual es posible admirar de cerca el intrincado diseño de la ventana acristalada.

## Galería de imágenes

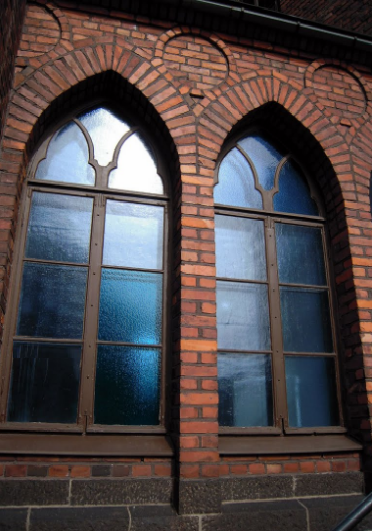
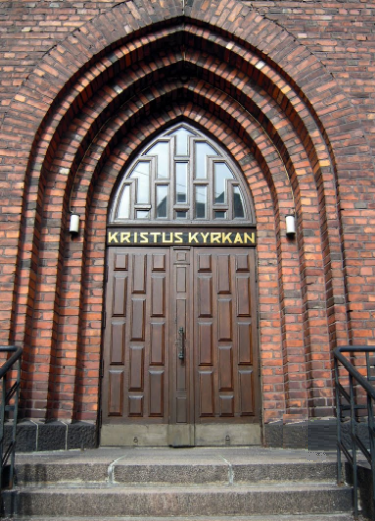
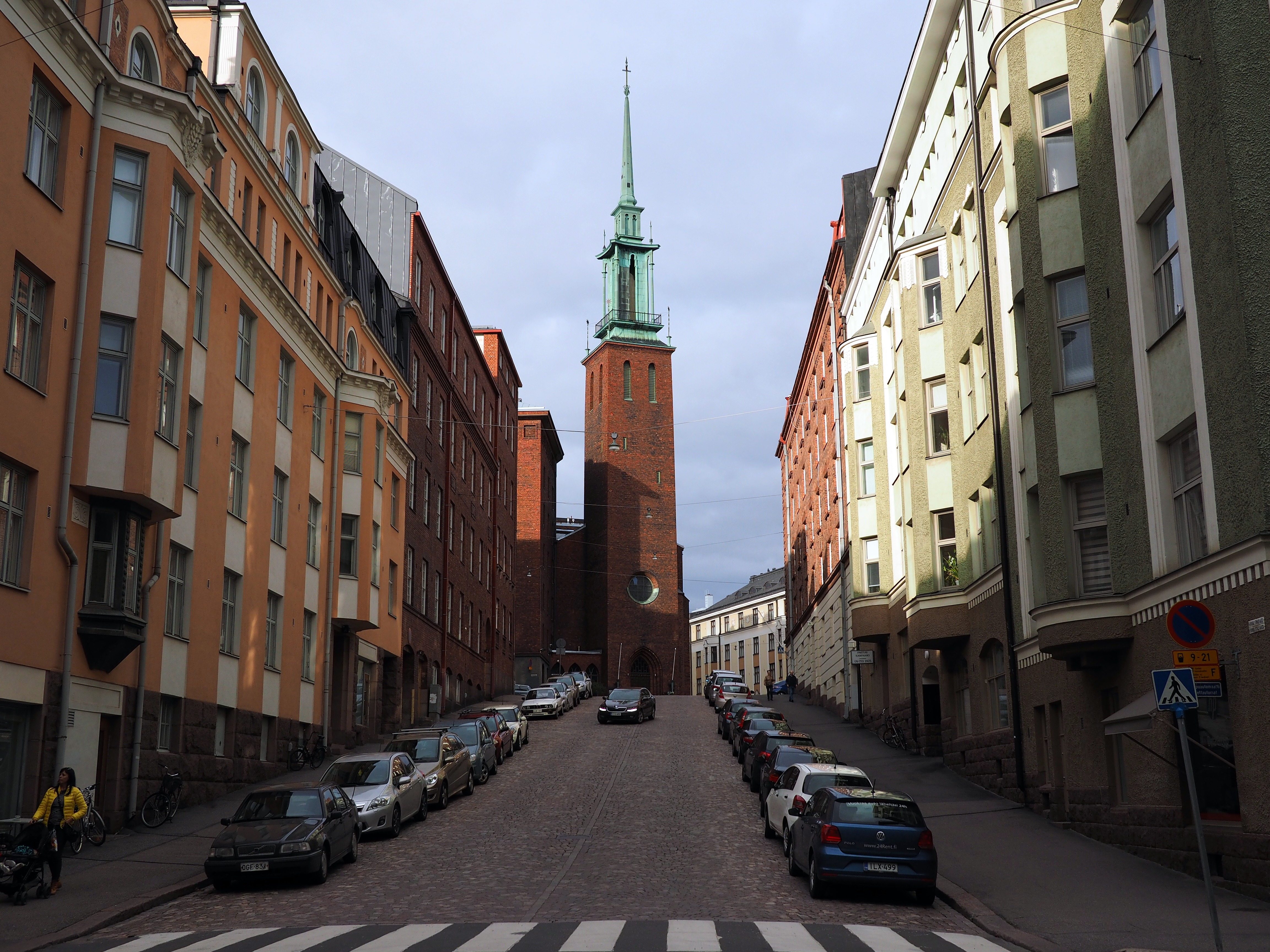
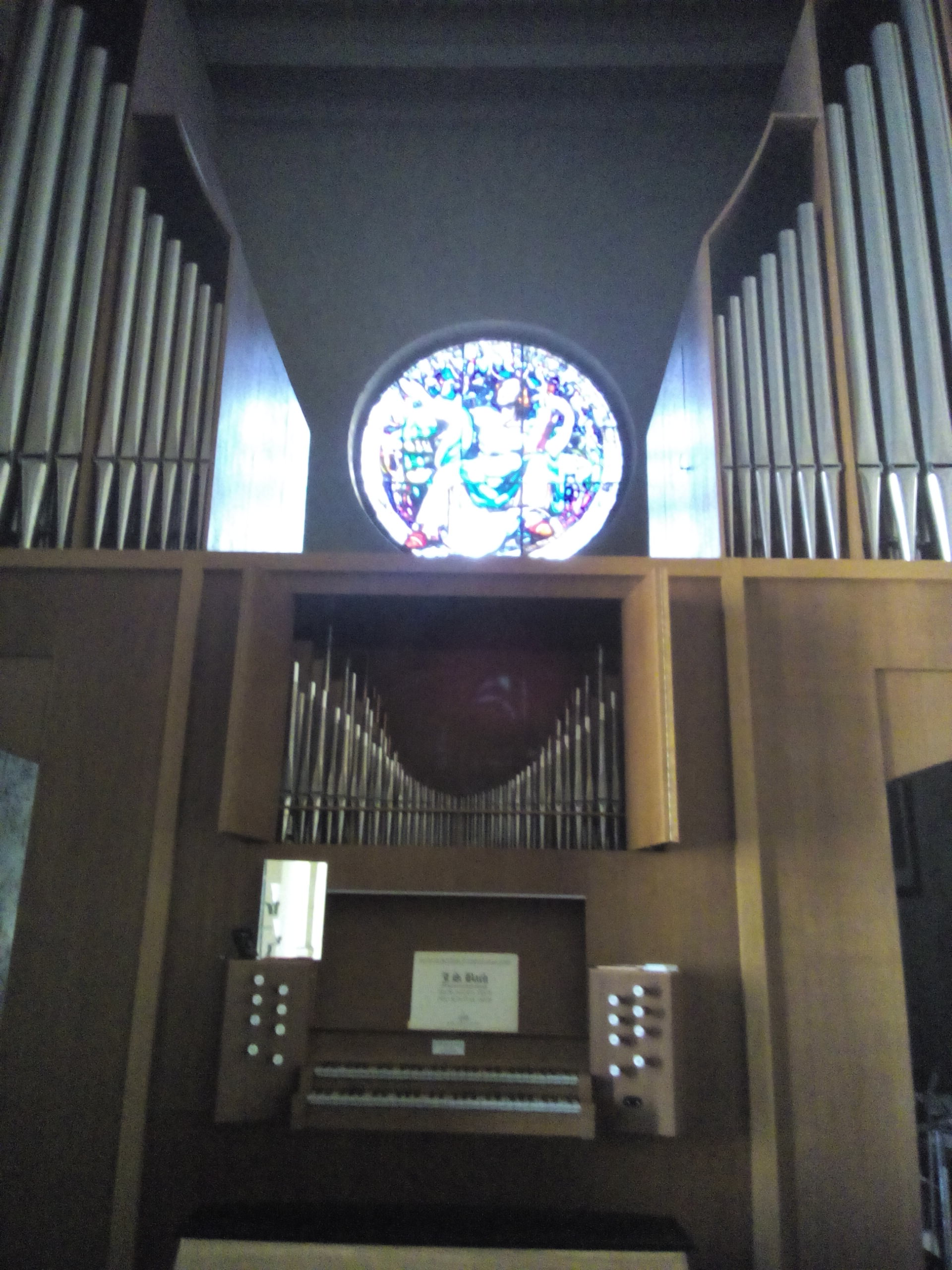
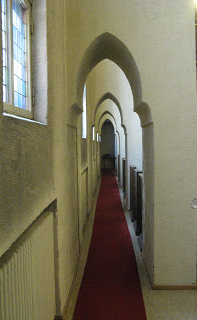
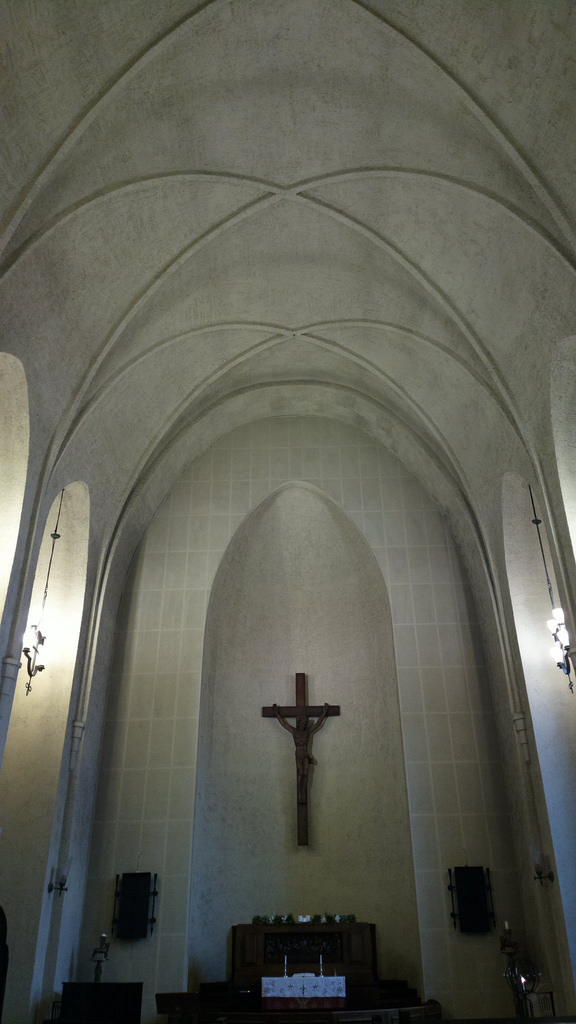
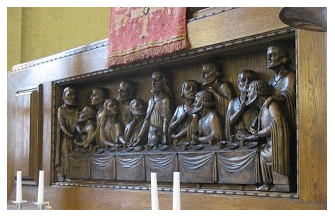
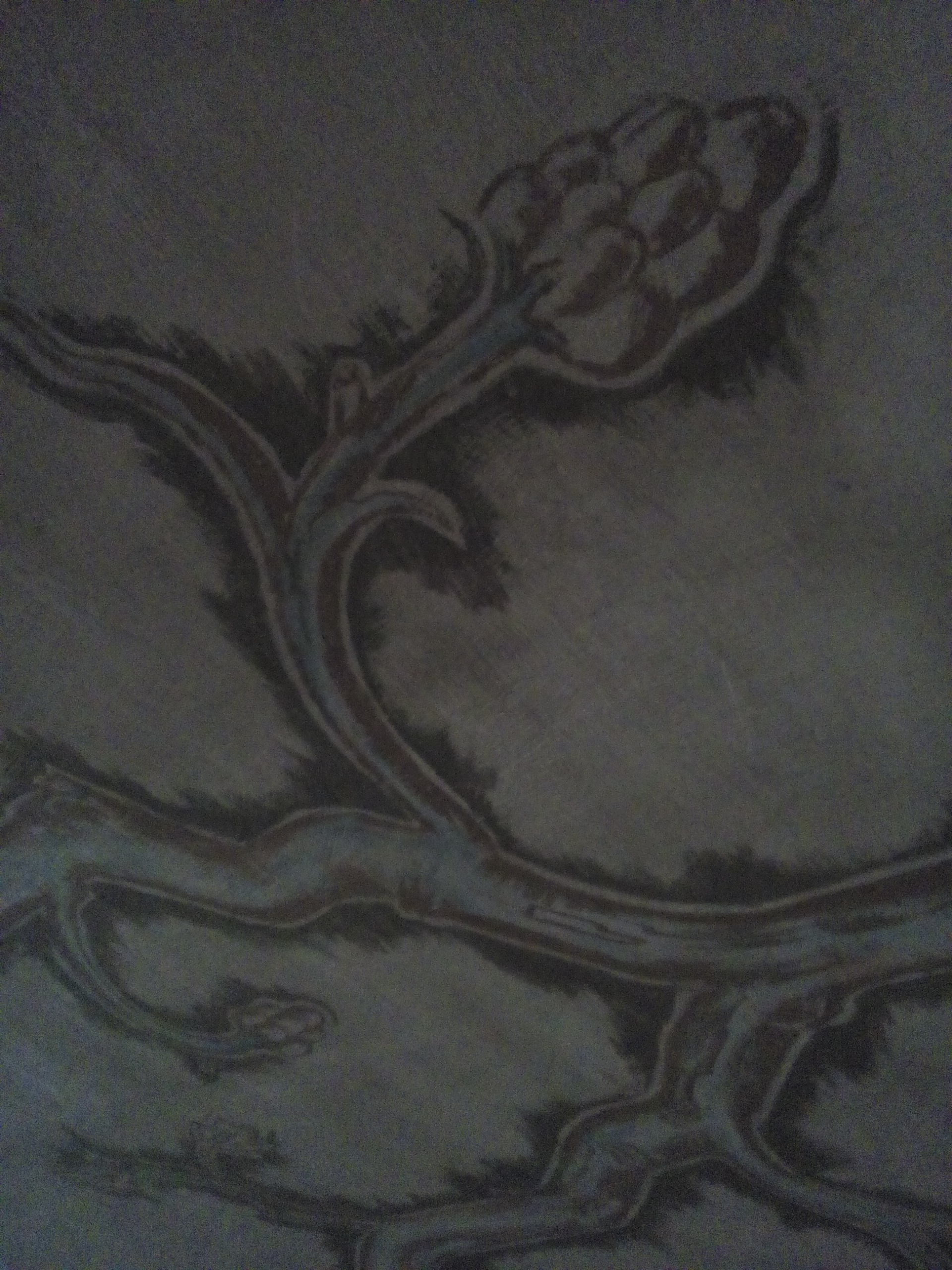
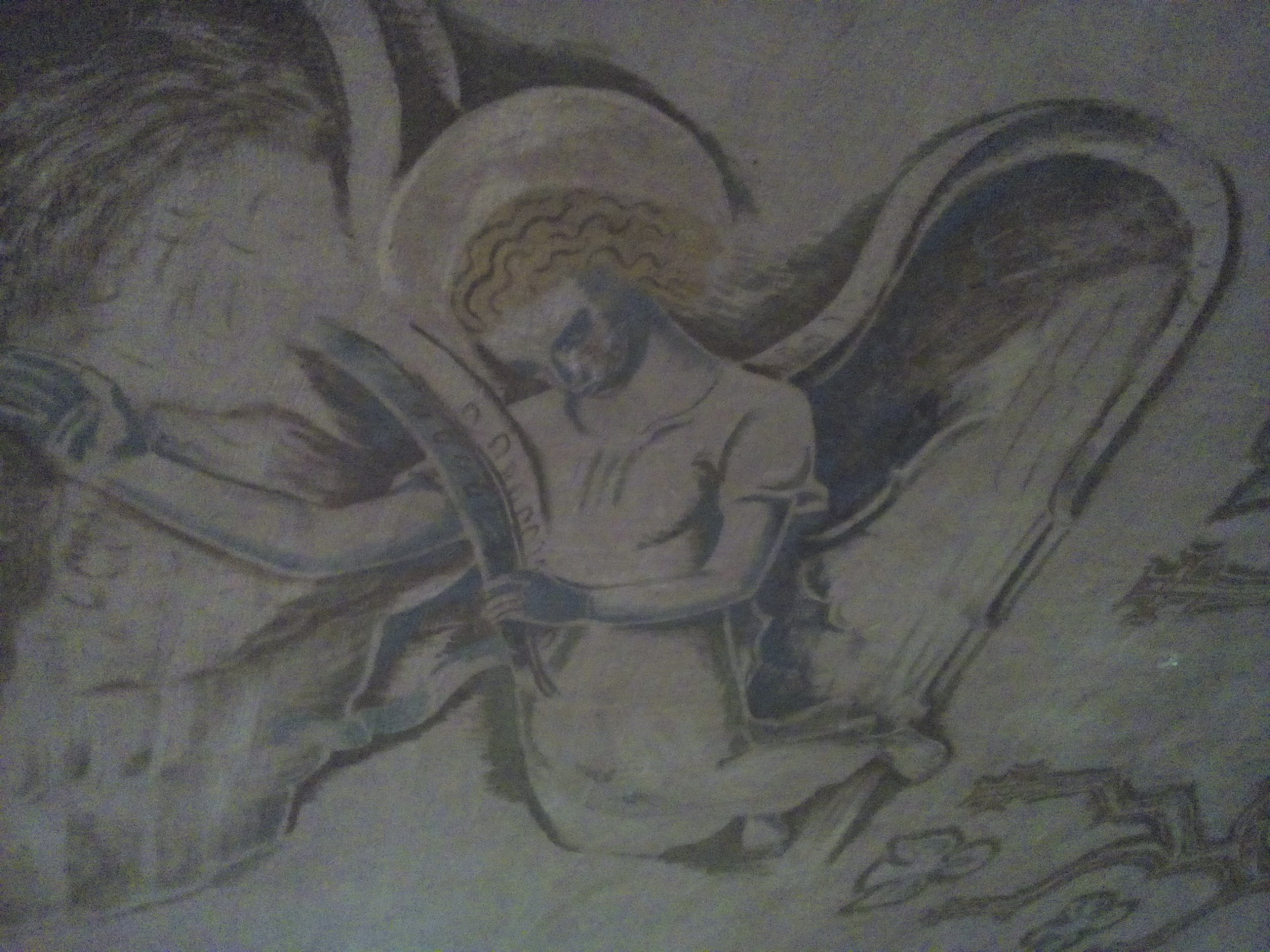
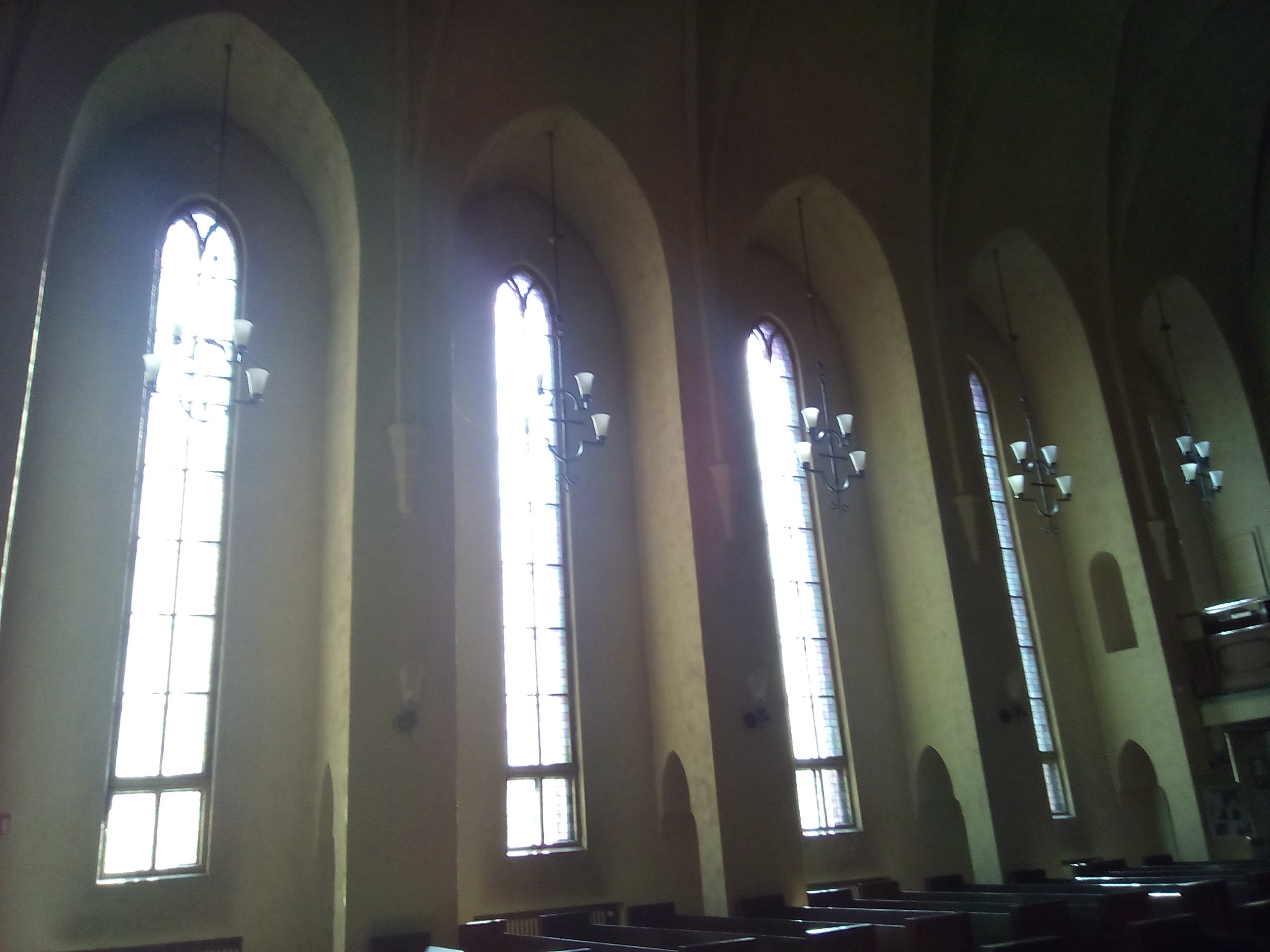
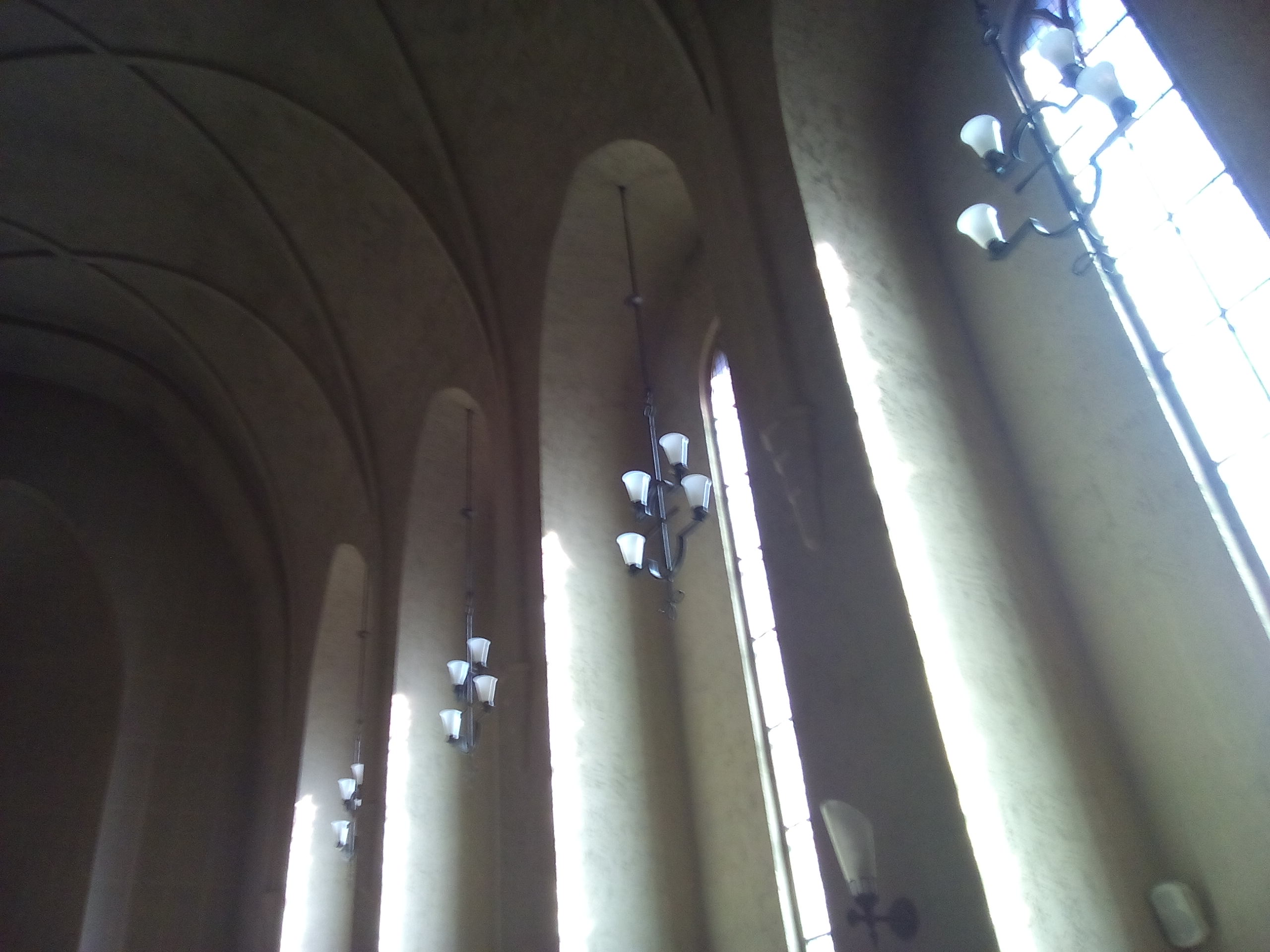